# Попо II (Истрия)
Попо II (на немски: Poppo II, * ок. 1065, † 1098) от род Ваймар-Орламюнде, e от 1070 г. до смъртта си маркграф на Истрия. Някои източници го посочват също като маркграф на Долна Каринтия, Крайна и на марка Савиня.

## Биография
Попо е син на Улрих I фон Ваймар-Орламюнде († 1070) и на София Унгарска († 1095), дъщеря на крал Бела I от Унгария от династията Арпади.
Попо II се жени за Рихгарда или Рихардис фон Спонхайм († ок. 1112, 1130) от род Спанхайми, дъщеря на Енгелберт I († 1096), граф на Спонхайм, и на Хедвиг Билунг от Саксония († 1112). Тя е вдовица на граф Бертхолд I фон Шварценбург († ок. 1090).
Той е помощник на Салиите и умира през 1098 г. без мъжки наследници. След смъртта на Попо II, вдовицата му се омъжва трети път за Гебхард I, граф на Райхенхал († 1102).

## Деца
- Попо III (споменат 1117)
- Улрих (сп. 1124)
- Зигхард (сп. 1124), свещеник
- София фон Истрия († 6 септември 1132), ∞ за граф Бертхолд II от Андекс († 1151)
- Хедвиг (Хадвиг) († 1162) „фон Виндберг“, ∞ I. за граф Херман I фон Винценбург († 1137/1138), II. ок. 1123 г. граф Алберт II фон Боген († 1146)